# Adam Griger
Adam Griger (Prešov, 16 de marzo de 2004) es un futbolista eslovaco que juega en la demarcación de delantero en el FC Hradec Králové de la Liga de Fútbol de la República Checa.

## Biografía
Debutó como futbolista en el MFK Zemplín Michalovce el 8 de agosto de 2020 contra el Spartak Trnava. Tras disputar cinco partidos, el LASK se hizo con sus servicios y lo cedió inmediatamente al FC Juniors OÖ. Tras jugar intermitentemente con el FC Juniors OÖ y el LASK, se marchó al Cagliari Calcio, donde disputó un partido con el primer equipo, en la Serie B contra la AS Cittadella. Sin embargo, ante la falta de minutos, se marchó libre al Club Recreativo Granada el 31 de agosto de 2023. Tras pasar un año en calidad de cedido en el FC Hradec Králové, finalmente el 30 de abril de 2025 el club checo ejerción la opción de compra.

## Clubes
Actualizado al último partido disputado el 13 de abril de 2025.
| Club                     | País            | Año       | Partidos | Goles |
| ------------------------ | --------------- | --------- | -------- | ----- |
| MFK Zemplín Michalovce   | Eslovaquia      | 2020      | 5        | 0     |
| FC Juniors OÖ (cedido)   | Austria         | 2021      | 4        | 1     |
| LASK                     | Austria         | 2021      | 5        | 0     |
| FC Juniors OÖ (cedido)   | Austria         | 2021-2022 | 23       | 3     |
| LASK II                  | Austria         | 2022      | 2        | 0     |
| Cagliari Calcio (cedido) | Italia          | 2022-2023 | 1        | 0     |
| Club Recreativo Granada  | España          | 2023-2024 | 23       | 1     |
| FC Hradec Králové        | República Checa | 2024-     | 24       | 5     |